# 石橋杏奈
石橋 杏奈（いしばし あんな、1992年（平成4年）7月12日 - ）は、日本の女優、タレント、ファッションモデル。福岡県遠賀郡岡垣町出身。所属事務所はホリプロ。夫はサンディエゴ・パドレス投手の松井裕樹。

## 略歴
福岡県の岡垣町で生まれ育ち、父親の転勤に伴い神奈川県や大分県に住んでいたこともあった。その後、小学3年生からデビューする中学2年生までを再び岡垣町で過ごす。
2006年、綾瀬はるかが載っているホリプロタレントスカウトキャラバンのポスターを見て応募。応募総数3万8224人の中からグランプリを受賞し、芸能界入りを果たす。インタビューに「うれしいばい」と博多弁で答えた。以後そのルックスから「正統派」「清純派」と評される。
2007年、主演ドラマ『失踪HOLIDAY』（テレビ朝日）で女優デビュー。
2008年、『きみの友だち』で映画初出演にして初主演。この作品で第30回ヨコハマ映画祭最優秀新人賞を受賞。
2008年から2011年3月まで、雑誌『セブンティーン』（集英社）の専属モデルとしても活動。
2010年、『カーディガン』で舞台に初挑戦。この舞台での経験や出会いが女優としてのターニングポイントになったと語る。
2012年からは『LIFE!〜人生に捧げるコント〜』（NHK）でコントにも挑戦中。映画やドラマ以外にも活動の場を広げている。
2018年8月6日、東北楽天ゴールデンイーグルスの投手である松井裕樹と結婚し、同年12月にハワイで挙式を行う予定であると報じられた。12月13日、婚姻届を提出。
2019年12月10日、第1子妊娠を公表した。
2020年5月5日、第1子女児の出産を報告。
2022年10月14日、自身のInstagramを通じて第2子男児の出産を報告。

## 人物
兄弟は兄と弟がおり、兄と弟が野球をやっていたため物心ついた頃からの野球好き。
プロ野球は地元・福岡ソフトバンクホークスの大ファンである。ダイエー時代からのファンで、子供の頃は城島健司と秋山幸二のファンだった。ホークスファンだが北海道日本ハムファイターズの中村勝のファンでもある。2017年のホークスの開幕戦で始球式を務め、ノーバウンドの投球を披露した。
福岡のソウルフードであるうどんをこよなく愛し、毎日3食うどんでもいいと言うほど、うどん好き。福岡に帰省したらまず東筑軒のうどんを食べに行くという。
趣味は料理、散歩、音楽鑑賞、カフェ、韓国ドラマなど。
音楽については ラップが特技で、カラオケ店に一人でよく通い、英語の意味は分からないものの、カラオケマシーンの最速のテンポに挑み、常に高みを目指している。得意な曲の1つはニッキー・ミナージュの「スーパー・ベース (Super Bass)」で、『LIFE!〜人生に捧げるコント〜』で披露するとそのギャップが反響を呼び、番組を見たカラオケ店の店員から声をかけられる事もあった。

## 出演

### テレビドラマ
- 失踪HOLIDAY（2007年2月10日 - 3月3日、テレビ朝日） - 主演・菅原ナオ 役
- 死ぬかと思った Case10 「ドンジー」（2007年6月9日、日本テレビ） - 主演・美月 役
- 受験の神様（2007年7月14日 - 9月22日、日本テレビ） - 和田沙織 役
- 家族へのラブレター（2007年8月3日、フジテレビ） - 福原美幸 役
- 世直しバラエティー カンゴロンゴ 第13回 「下流志向」（2008年1月4日、NHK） - 松田亜由美 役
- 斉藤さん（2008年1月9日 - 3月19日、日本テレビ） - 桜井綾子 役
- ROOKIES（2008年4月19日 - 7月26日、TBS） - 星野あきら 役
  - ROOKIESスペシャル（2008年10月4日）
- 赤い糸（2008年12月6日 - 2009年2月28日、フジテレビ） - 田所麻美 役
- 銭ゲバ（2009年1月17日 - 3月14日、日本テレビ） - 野々村由香 役
- トリハダ5〜夜ふかしのあなたにゾクッとする話を 第3話 「思考の外にある残酷の記録」（2009年3月30日、フジテレビ） - 主演・ジュンコ 役
- 猿ロック Episode3（2009年8月27日 - 9月10日、読売テレビ） - 桜井あや 役
- ギネ 産婦人科の女たち 第2話・第8話（2009年10月21日・12月2日、日本テレビ） - 山本利香子 役
- ヤンキー君とメガネちゃん 第6話（2010年5月28日、TBS） - 宮城純 役
- MM9-MONSTER MAGNITUDE-（2010年7月7日 – 9月29日、MBS） - 主演・藤澤さくら 役
- 土曜ワイド劇場 事件14（2010年10月23日、テレビ朝日） - 相田理沙 役
- 大切なことはすべて君が教えてくれた（2011年1月17日 - 3月28日、フジテレビ） - 渡辺優奈 役
- 連続テレビ小説
  - おひさま 第19週 - 第25週（2011年8月9日 - 9月23日、NHK） - 石井恵子 役
  - 花子とアン
    - スピンオフスペシャル 朝市の嫁さん（2014年10月18日、NHK BSプレミアム） - 堀部ちづ江 役[24]
- 月曜ゴールデン 浅見光彦シリーズ30「化生の海」（2011年9月19日、TBS） - ヒロイン・三井所園子 役
- 妖怪人間ベム（2011年10月22日 - 12月24日、日本テレビ） - 緒方小春 役
- 理想の息子 第8話 - 最終話（2012年3月3日 - 17日、日本テレビ） - 篠田ソラ 役
- 月曜ゴールデン 伝説の監察医 オニグマの事件簿（2012年3月5日、TBS） - 熊井真美 役
- 福岡恋愛白書7 「キミの笑顔にふれたくて」（2012年3月24日、九州朝日放送） - 主演・伊藤由紀 役
- レジデント〜5人の研修医（2012年10月18日 - 12月20日、TBS） - 新城紗知 役
- 連続ドラマW（WOWOW）
  - ソドムの林檎〜ロトを殺した娘たち（2013年3月23日 - 4月13日） - 宮村恵（少女期） 役
  - 宮沢賢治の食卓（2017年6月17日 - 7月15日） - ヒロイン・宮沢トシ 役[25]
  - バイバイ、ブラックバード 第1話（2018年2月17日） - ヒロイン・廣瀬あかり 役[26]
- たべるダケ（2013年7月12日 - 9月27日、テレビ東京） - 藪内久美 役
- 苦くて、甘い〜希望の茶〜（2013年10月25日、NHK福岡） - 武井真由 役
- オリンピックの身代金〜1964年・夏〜（2013年11月30日 - 12月1日、テレビ朝日） - 圭子 役
- ダンダリン 労働基準監督官 第10話 - 最終話（2013年12月4日 - 11日、日本テレビ） - 小西美月 役
- 三谷幸喜「大空港2013」（2013年12月29日、WOWOW「ドラマW」） - 田野倉真弓 役
- ロストデイズ（2014年1月11日 - 3月15日、フジテレビ） - ヒロイン・桜田美希 役[27]
- 鼠、江戸を疾る 第4話（2014年1月30日、NHK） - お松 役[28]
- 俺のダンディズム（2014年4月16日 - 7月2日、テレビ東京） - ヒロイン・宮本南 役[29]
- 大河ドラマ
  - 軍師官兵衛 第25話 - 第28話（2014年6月22日 - 7月13日、NHK） - 倫 役[30]
  - 花燃ゆ 第28話 - 第39話 （2015年7月12日 - 9月27日、NHK） - 鞠 役[31]
- 近キョリ恋愛〜Season Zero〜（2014年7月19日 - 10月11日、日本テレビ） - ヒロイン・滝沢美麗 役[32]
- 学校のカイダン（2015年1月10日 - 3月14日、日本テレビ） - 麻生南 役[33]
- 天皇の料理番（2015年4月26日 - 7月12日、TBS） - 高浜光子 役[34]
- 無痛〜診える眼〜（2015年10月7日 - 12月16日、フジテレビ） - ヒロイン・高島菜見子 役[35]
- 世にも奇妙な物語（フジテレビ）
  - '16春の特別編 「夢みる機械」（2016年5月28日） - ヒロイン・稲葉慶子 役[36]
  - '17秋の特別編 「運命探知機」（2017年10月14日） - ヒロイン・北澤由紀 役
- タチアオイの咲く頃に〜会津の結婚〜 （2016年6月24日、福島中央テレビ） - 主演・高橋美緒 役[37]
- 俺のセンセイ（2016年12月25日、フジテレビ） - ヒロイン・郡司すみれ 役[38]
- きみが心に棲みついた（2018年1月16日 - 3月20日、TBS） - 飯田彩香 役[39]
- ドロ刑-警視庁捜査三課-（2018年10月13日 - 12月15日、日本テレビ） - ヒロイン・小平美希 役
- インハンド 第10話・最終話（2019年6月14日・21日、TBS） - 杉山実園 役[40]

### 映画
- きみの友だち（2008年7月26日） - 主演・和泉恵美 役
- 《a》symmetry アシンメトリー（2008年8月2日） - 東山美咲 役
- 赤い糸（2008年12月20日） - 田所麻美 役
- 色即ぜねれいしょん（2009年8月15日） - 足立恭子 役
- 時をかける少女（2010年3月13日） - 芳山和子（1974年） 役
- 少女戦争（2011年1月15日） - 主演・リオカ 役
- 落語物語（2011年3月12日） - 本藤一子 役
- 婚前特急（2011年4月1日） - 奥田ミカ 役
- Paper Flower（2011年4月6日） - 主演・Asuka Sano 役[注 1]
- マイ・バック・ページ（2011年5月28日） - 安宅重子 役
- 雪の中のしろうさぎ（2011年6月4日） - 古澤繭子 役[注 2]
- ブルックリン橋をわたって（2011年12月17日） - 主演・小野寺早紀 役
- ヘルタースケルター（2012年7月14日） - 本人 役
- トリハダ-劇場版- 「自身に降り掛かった悪夢と結末の相違」（2012年9月13日） - 小森夕子 役
  - トリハダ-劇場版2-（2014年9月20日） - 主演・山内しおり 役[41]
- ミロクローゼ（2012年11月24日） - 蜘蛛伊 / ユリ 役
- 映画 妖怪人間ベム（2012年12月15日） - 緒方小春 役
- 千年の愉楽（2013年3月9日） - ユキノ 役[42]
- Heart Beat 〜ハートビート〜（2013年5月25日） - 主演・佳代 役[注 3]
- 不安の種（2013年7月20日） - 主演・鹿野陽子 役[43][44]
- シレンとラギ（2013年10月5日） - ミサギ 役
- 陽だまりの彼女（2013年10月12日） - 光屋沙織 役
- ゆめのかよいじ（2013年12月14日） - 主演・宮沢真理 役[45]
- バスジャック（2014年2月8日）[注 4][46]
- L♥DK（2014年4月12日） - 水野桜月 役[47]
- 百瀬、こっちを向いて。（2014年5月10日） - 神林徹子 役[48]
- 醒めながら見る夢（2014年5月17日） - 陽菜 役[49]
- 学校の怪談/呪いの言霊（2014年5月23日） - 詩織 役[50]
- 22年目の告白 -私が殺人犯です-（2017年6月10日） - 牧村里香 役[51]
- リンキング・ラブ（2017年10月28日） - 真塩由美子 役[52]
- 泥棒役者（2017年11月18日） - 奥江里子 役[53][注 5]
- 勝手にふるえてろ（2017年12月23日） - 月島来留美 役[55]
- 今夜、ロマンス劇場で（2018年2月10日） - 吉川天音 役[56]
- 蝶の眠り（2018年5月12日） - アンナ 役
- 初恋ロスタイム（2019年9月20日） - 浅見の妻 役[57]

### 舞台
- カーディガン（2010年11月1日 - 12月5日、東京 / 地方） - ハルカ 役
- もしもキミが。 （2011年4月22日 - 5月4日、俳優座劇場） - 冬本麻樹 役
- シレンとラギ（2012年4月24日 - 7月2日、東京 / 大阪） - ミサギ 役

### ウェブドラマ
- 電報日和 「卒業」（2012年3月7日、1924[58]） - 主演・二宮遥 役[59]
- 私が黄金を追う理由〜映画「黄金を抱いて翔べ」スペシャルドラマ〜（2012年10月1日 - 10月27日、全5話、BeeTV） - 吉岡朋 役
- 100KAIDAN その参拾九 「顔認識」（2013年2月27日、YouTube）[60]
- さまぁ～ずハウス（2018年、Amazonプライムビデオ）#6「海外出張」 - 上原奈緒 役[61]

### 人形劇
- シャーロック ホームズ 第8話 - 第9話（2014年11月30日 - 12月7日、NHK Eテレ） - メアリー・モースタン（声） 役

### その他テレビ番組
- 激モテ!セブンティーン学園（2009年7月4日 - 2010年3月20日、BS-TBS）
- LIFE!〜人生に捧げるコント〜
  - BSプレミアム版（2012年9月1日・12月22日、NHK BSプレミアム）
  - series-1（2013年6月18日 - 3月18日、NHK総合）
  - series-2（2014年4月3日 - 9月25日、NHK総合）
  - LIFE!STAGE 人生に捧げるコントライブ（2014年12月14日・2015年5月30日・11月15日、NHK総合）
  - LIFE!2014 年の瀬 紅白コラボSP（2014年12月30日、NHK総合）
  - series-3（2015年4月2日 ‐ 9月24日、NHK総合）
    - LIFE!視聴者還元10ミニッツ（2015年11月8日 - 12月13日、NHK総合）

  - LIFE!2015 超豪華ゲストSP（2015年12月29日、NHK総合）
  - series-4（2016年4月7日 ‐ 2017年3月9日、NHK総合）
  - series-5（2017年8月14日・2018年2月2日放送回、NHK総合）
- Asian Ace BATTLE19 「ホラームービー対決 前編 / 後編」（2012年9月1日 - 8日、TBS）
  - 「失踪した女優・石橋杏奈」 - 主演・石橋杏奈 役
  - 「The Babysitter」 - 主演・SAKIKO 役
- 就職の神様 2013 「就活生のための就活ドラマ」（2013年3月8日、フジテレビ） - 主演・柏木柚月 役

### CM
- 大日本住友製薬（2007年2月 - ）
- 中央共同募金会 赤い羽根共同募金 （2007年10月 - ） - イメージキャラクター
- 「ビクター・甲子園ポスター」キャンペーン（2008年） - キャンペーンモデル
- パナソニック 「ココロつなぐ物語」[注 6]（2008年12月 - ）
- カプコン 「モンスターハンター3（トライ）」（2009年7月 - ）
- 花王 ビオレ さらさらパウダーシート（2011年3月 - ）
- バンダイナムコゲームス 「GO VACATION ゴーバケーション」（2011年10月 - ）
- アサヒ飲料 三ツ矢サイダーオールゼロ（2012年5月 - ）[62]
- リクルートホールディングス タウンワーク 「バイトが君を待っている」（2012年8月28日 - 29日）
- サンテック産業 N.A by NUDYAURA（2013年8月 - ）
- 日本スポーツ振興センター BIG（2013年9月 - ）
- NTT docomo d fashion（2013年11月 - ）
- プリモ・ジャパン I-PRIMO（2014年7月 - ）[63]
- リクルート スーモ（2015年5月 - ）
- ニベア花王 8×4ワキ汗EX（2016年3月 - ）[64]
- BBIQ 共演/阿部寛
  - 「シンフロ現る」篇・「セイウチ」篇・「卓球」篇・「カラオケ」篇（2016年2月 - ）[65]
  - 「モアイ」篇・「フラダンス」篇・「鬼の洗濯板」篇（2016年9月16日 - ）[65]
- 吉野家「麦とろ牛皿御膳」（2016年6月 - ）[66]
- ミニストップ「ハロハロソルティーレモン」（2016年7月 - ）
- 任天堂「Nintendo Switch」
  - 「おすそわけ」篇（2017年2月8日 - ）
- KINTO（2019年7月 - ）

### ミュージック・ビデオ
- ONE☆DRAFT 「ラヴソング」（2007年11月21日）
- Spontania 「サヨナラ...」（2008年4月2日）
- 99RadioService 「RADIO」（2011年9月9日）[注 7]
- Kylee 「大好きなのに」（2013年2月13日）[67]
- 清水翔太 「WOMAN DON'T CRY」（2013年7月3日）
- アンジェラ・アキ 「手紙 〜拝啓 十五の君へ〜 2014」（2014年3月5日）[注 8]

### スポーツ関連
- プロ野球 始球式

福岡ソフトバンクホークス vs 千葉ロッテマリーンズ
福岡ヤフオク!ドーム （2017年3月31日）

## 書籍

### 雑誌連載
- セブンティーン（2007年12月 - 2011年3月、集英社） - 専属モデル

### 写真集
- 石橋杏奈（2011年6月25日、ワニブックス、撮影：熊谷貫）ISBN 978-4-8470-4380-2[68]
- LEAP（2014年8月27日、ワニブックス、撮影：舞山秀一）ISBN 978-4847046759[69]
- Melia（2015年4月10日、ワニブックス、撮影：ND CHOW）ISBN 978-4847047404[70]
- Clarity（2018年2月6日、光文社、撮影：ND CHOW、編集：FLASH編集部）ISBN 978-4334902247 [71]
- THE scene（2018年11月23日、光文社、撮影：中村和孝、編集：FLASH編集部）ISBN 978-4334902353[72]

### デジタル写真+ムービー作品集
- 石橋杏奈 元町本牧（2012年3月12日、ファンプラス・GザテレビジョンPLUS配信）